# Mickey Jupp
 (octobre 2019).
Si vous disposez d'ouvrages ou d'articles de référence ou si vous connaissez des sites web de qualité traitant du thème abordé ici, merci de compléter l'article en donnant les références utiles à sa vérifiabilité et en les liant à la section « Notes et références ».
Michael Graham "Mickey" Jupp, né le 6 mars 1944 à Worthing dans le Sussex, est un musicien et compositeur britannique. Principalement associé à la scène musicale de Southend, il est reconnu pour ses talents en tant que chanteur, guitariste et pianiste.

## Carrière
Après avoir quitté l'école d'art en 1962, Jupp a joué dans plusieurs groupes à Southend et a fait partie du groupe R&B les Orioles de 1963 à fin 1965, avec Mo Witham (guitare, chant) et Bob Clouter (batterie), mais ce groupe n'a jamais été enregistré.
En 1968, après une pause musicale, Jupp forme le groupe Legend, signé chez Bell Records. Leur album éponyme, mélangeant pop, rockabilly et blues rock avec des instruments acoustiques, a marqué le début de sa carrière enregistrée. Le groupe original s'est rapidement dissous, et Jupp a formé une nouvelle formation avec Mo Witham, John Bobin et Bill Fifield. ls ont ensuite signé un contrat d'enregistrement avec Vertigo, qui a produit un second album en 1970, utilisant la même formation. De manière déroutante, cet album était également intitulé Legend, mais est généralement appelé l'album Red Boot, d'après l'image de sa pochette. Après le départ de Fifield pour rejoindre T.Rex, le groupe enregistre l'album Moonshine en 1972, qui sera leur dernier.
De retour à Southend, Jupp mène une vie discrète jusqu'à l'émergence du pub-rock, mouvement mené par des groupes locaux comme Dr. Feelgood, pour qui il a écrit le hit "Down at the Doctors". En 1978, il signe chez Stiff Records, où il sort son premier album solo Juppanese, un album aux deux styles distincts : la première moitié, produite par Nick Lowe et enregistrée avec Rockpile, et la seconde, plus raffinée, produite par Gary Brooker de Procol Harum.
Le successeur, Long Distance Romancer en 1979, produit par Godley and Creme, a un son poli et hautement produit, mais est considéré comme moins réussi.
Jupp a ensuite sorti sept albums solo supplémentaires, certains sur des labels suédois et allemands. Ses chansons ont été reprises par des artistes comme Rick Nelson, Elkie Brooks et Dr. Feelgood,
En 2009, formation originale de Legend a auto-produit un nouvel album, Never Too Old To Rock, comprenant des chansons écrites par Jupp et East au cours des vingt années précédentes
En 2021, Jupp signe avec Conquest Music pour une série d'albums contenant des chansons qu'il a écrites et enregistrées chez lui. Le premier album de la série, Up Snakes, Down Ladders, est sorti le 5 août 2022.

## Appréciation
Le 6 février 2015, une grande partie de l'émission radio belge "Dr Boogie" sur Classic 21 a été consacrée à Mickey Jupp. Au cours de cette édition, il a été décrit comme un "trésor caché du rock",, un "Chuck Berry blanc" et un musicien "presque sans ego" mettant en lumière son influence discrète mais significative dans le monde du rock.
En août 2015, une biographie autorisée sur Mickey Jupp intitulée "Hole in my Pocket: the true legend of Mickey Jupp, the rock and roll genius who declined to be a star", écrite par Mike Wade, a été publiée. Cette œuvre documente en détail la vie et la carrière de Jupp, soulignant sa contribution unique à la musique rock.

## Enregistrements
(Titres d'albums en italiques, les singles sont des versions 45 tours 7" sauf indication contraire)

### Avec Legend

#### 1969
- Legend Bell SBLL 115 (UK) 6027 (USA) (réédité sur CD chez Repertoire Records en 2007, REP-5066)
- "National Gas" face B "Heather On The Hill" Bell BLL-1048 (UK) Bell 2C-006-90305 (France)
- "Wouldn't You" face B "Heather On The Hill" Bell B-808 (USA)
- Georgia George Part 1" face B "July" Bell Bll-1082 (UK)

#### 1970
- Legend (aussi connu sous le nom de l'album 'Red Boot') Vertigo 6360019 (réédité sur CD en 1990 chez Line 9.00069, Repertoire Records 4061CX et en 2007, REP-1064)
- "Life" face B "Late Last Night" Vertigo 6059-021 (UK & Allemagne, version allemande avec pochette illustrée)

#### 1971
- "Life" face B "Late Last Night" Vertigo 6059-021 (Italie, avec pochette différente de la version allemande)
- "Don't You Never" face B "Someday" Vertigo 6059-036 (UK)

#### 1972
- Moonshine Vertigo 6360063 (réédité sur CD en 1990 chez Repertoire Records 4062CX et en 2006, REP-5073)

#### 1978
- Mickey Jupp's Legend Stiff Records GET-2 (compilation du matériel de Legend avec le single solo de Jupp chez Arista en face A) (UK)
- "My Typewriter" face B "Nature's Radio" Stiff Records UP-1 (Promo seulement, B-side de Mickey Jupp chez Arista, sorti pour promouvoir la compilation LP Mickey Jupp's Legend) (UK)

#### 2008
- Never Too Old To Rock (également connu sous le nom de "The Red Brogue Album") (uniquement CD, avec le groupe de l'ère Moonshine et Chris East) Wild Bird Records/mickeyjupp.com (UK)

#### 2012
- A Living Legend: Legend Live At The Riga, 17th of March 2012 (uniquement 2-CD Set, réunion du groupe de l'ère Moonshine) Firehouse/mickeyjupp.com (UK)

### Sorties solo

#### 1977
- "Nature's Radio" face B "Down At The Doctor's" Arista 136 (UK)

#### 1978
- Juppanese Stiff Records SEEZ-10 (UK) (réédité sur CD en 1987 chez Line 9.00061, en 1994 chez Repertoire REP-4441-WY et en 2006 chez REP-1084, Allemagne) Lien Allmusic
- "Old Rock 'n' Roller" face B "S.P.Y." Stiff Records BUY-36 (UK) MO-1859 (Espagne) 6.12-390 et en tant que single 12" 6.20-006 (Allemagne) SRS-510.099 (Pays-Bas)
- "Down In Old New Orleans" face B "Making Friends" Stiff Records K-7444 (Australie)
- "My Typewriter" face B "Nature's Radio" Stiff Records UP-1 (Promo seulement, face A par Legend, sorti pour promouvoir la sortie de la compilation LP Mickey Jupp's Legend)

#### 1979
- Long Distance Romancer Chrysalis CHR-1261 (UK) 6307-686 (Allemagne) (réédité sur CD en 1995 chez Line Records LICD-9.0003 et en 2013 chez Repertoire Records REP-1168) Lien Allmusic
- "You Made A Fool Out Of Me" face B "Do You Know What I Mean" Chrysalis CHS-2384 (UK) 101.153 (Pays-Bas avec pochette illustrée)
- "Rooms In Your Roof" face B "Switch Board Susan" Chrysalis CHS-2388 (UK)

#### 1980
- Oxford Line LLP-5083 (Allemagne) (réédité sur CD en 1997 chez Line Records LICD-9.013430 et en 2013 chez Repertoire Records REP-1167)

#### 1981
- "Don't Talk To Me" face B "Junk In My Trunk" Good Foot G.F.R. 001 (réédité chez Stiff Records GFR-001 avec pochette illustrée) (UK)
- The BBC Tapes Line 6.20-006 (single allemand 12" comprenant 4 titres enregistrés en direct aux studios de la BBC le 28 juin 1978, également sorti en vinyle blanc, Line LIEP 3.000005-E, réédité en 1983)

#### 1982
- Some People Can't Dance A&M AMLH-68535 (UK & Europe) SP-9076 (Canada) (Réédité sur CD en 1987 chez Line Records LICD-9.00069) Lien Allmusic
- "Some People Can't Dance" face B "Virginia Weed" A&M AMS-12.9209 Maxi-Single 12" (Europe)
- "Modern Music" face B "Taxi Driver" A&M AMS-8208 (UK)
- "Joggin'" face B "Feeling Free" A&M AMS-8222 (UK)
- "Joggin'" face B "Daisy Mayes (live)" Line 6.13532-AC (Allemagne)
- "Modern Music" face B "Taxi Driver" A&M AMS-8208

#### 1983
- Shampoo, Haircut and Shave A&M AMLH-68559 (Pays-Bas) (Réédité sur CD en 2013 chez Hux HUXCD-133 UK) Lien Allmusic
- "Stormy Sunday Lunchtime" face B "Reading Glasses" A&M AM-128 (UK)
- "Boxes and Tins" face B "Reading Glasses" A&M AM-145 (UK)

#### 1984
- "Only for Life" face B "Animal Crackers" Towerbell TOW-55 (également sorti en tant que Single 12", 12-TOW-55)

#### 1987
- Oddities uniquement CD, Line LICD-9.00464 (Allemagne) (Compilation CD de sessions BBC, singles, et morceaux inédits)

#### 1988
- "X" uniquement CD, Waterfront WF-041 (UK) Line Records 9.00513, 1994 9.00534 et 1996 Raffm 9.00534 Lien Allmusic
- "Claggin' On" face B "Driving On Your Lights" Waterfront WFS-40 (UK)

#### 1991
- As The Yeahs Go By uniquement CD, On The Beach Recordings FOAM-2 (UK) 1991 Line LICD-9.01026 (Allemagne)

#### 1992
- Juppanese/Long Distance Romancer Line LICD 9.21188S (Réédition 2-CD Set)

#### 2004
- Live at the BBC uniquement CD, (sessions John Peel et Stuart Coleman et deux concerts In Concert de 1978 & 1979) Hux Records HUX053 (UK) Lien Allmusic
- You Say Rock uniquement CD, Gazelle Music GAFCD-1000 (Suède) Crisis 500-014-2 (Hollande)
- "Anything You Say" et "Anything You Say (instrumental)" (également connu sous "The Blue Single") Gazell GAZSI-100, CD single (Suède)
- "You Wear My Ring" et "You Wear My Ring (instrumental)" (également connu sous "The Red Single") Gazell GAZSI-106, CD single (Suède)

#### 2005
- "Modern Music" et "Modern Music (Modern Mix)" (également connu sous "The Green Single") Gazell GAZSI-109, CD single (Suède)

#### 2009
- Country and Northern: Collector's Edition Volume 1 uniquement CD, Wild Bird Records/mickeyjupp.com (crédité à Chris East & Mickey Jupp) (UK)

#### 2010
- Favourites uniquement CD, Gallery Records MJF-1 (Pressage Privé) (Suède)

#### 2011
- The Boot Tapes-11/11: Mickey Jupp & Mo Witham-Live uniquement CD, Wild Bird Records/mickeyjupp.com (UK)

#### 2012
- Nil Lyricus Shetlandium, Collector's Edition - Volume 2 uniquement CD, Wild Bird Records/mickeyjupp.com (crédité à Chris East & Mickey Jupp) (UK)

#### 2013
- Live At Rockpalast CD & DVD Set, Repertoire 5284 (CD & DVD de la performance de Jupp enregistrée au WDR-STUDIO A, Cologne, Allemagne, le 17.12.1979) (Allemagne)

#### 2014
- Kiss me quick, Squeeze me slow Collection rétrospective avec 3CDs et un DVD.

#### 2022
- “I’d Love to Boogie EP", uniquement digital, Conquest Music.
- Up Snakes, Down Ladders The Boot Legacy, Volume 1. CD & LP, Conquest Music.

### Apparition sur d'autres albums

#### 1971
- Heads Together/First Round Vertigo 6059-045, Compilation des artistes Vertigo incluant "Foxfield Junction" de Legend (UK)
- The Vertigo Trip Vertigo 6641-006, Compilation pour l'Australie et la Nouvelle-Zélande des artistes Vertigo, incluant "Hole In My Pocket" de Legend

#### 1978
- Be Stiff Tour Sampler Stiff DEAL-1, Compilation promouvant la tournée "Be Stiff", disponible uniquement sur commande par courrier. Également disponible dans le train transportant la tournée d'un lieu à l'autre. Contient les pistes "Pilot" et "Making Friends" de Jupp (UK)
- Be Stiff Route 78 Tour Stiff ODD-1, Compilation promouvant la tournée "Be Stiff", disponible uniquement sur commande par courrier. Copies promo également existantes. Jupp interprète "Be Stiff" deux fois, avec son groupe et avec l'ensemble de la tournée. (UK)
- Stiff Sounds: Can't Start Dancin' Stiff Sounds Vol. 3 Stiff SOUNDS-3, LP promo uniquement, vendu via "Sounds Magazine", contient les pistes "Making Friends" et "You Made A Fool Out Of Me" de Jupp (UK)

#### 1979
- Southend Rock Sonet SNTF-806, Compilation de divers artistes de "Southend", Jupp a deux pistes, "The Ballad Of Guitar Pickin' Slim" (alias "Down In Old New Orleans") et "Down To The Doctor's" (UK)

#### 1981
- Lined Again Line LLP-5123-AS, Compilation des artistes Line Records avec "Poison Girls" (Allemagne)

#### 1982
- Disco Hit De L'Été Epic EPC-85833, Album compilation avec "Some People Can't Dance" (Pays-Bas)

#### 1983
- With A Little Help From My Friends (Onkel Pös Carnegie Hall) RCA NL-28531, Compilation promo uniquement offerte aux spectateurs de concerts, avec "Short List" (Allemagne)

#### 1984
- Live In London Volume 1 Ace Records CH-91, Album compilation avec "Kansas City" et "Down At The Doctor's" Enregistré en direct le 15 janvier 1983 au Dublin Castle, Londres. (UK)
- The Great Lost Singles Album Line LILP-6.25774-AP, Album compilation avec "Joggin'" (Allemagne)

#### 1985
- Highlights CD 9 - Meisterwerke Aus Pop Und Rock Stereoplay 697-006, Album compilation avec "Pilot" (Allemagne)

#### 1986
- Der Sampler 3 Line LILP-4.00203-E, Album compilation avec "Chevrolet" (Allemagne)
- Der Sampler 4 Line LILP-4.00204-E, Album compilation avec "Old Rock 'n' Roller" (Allemagne)
- Der Sampler 5 Line LILP-4.00205-E, Album compilation avec "Poison Girls" (Allemagne)
- Der Sampler 8 Line LILP-4.00208-E, Album compilation avec "Modern Music" (Allemagne)
- Der Sampler 16 Line LILP-4.00216-E, Album compilation avec "Cheque Book" (Allemagne)
- Der Sampler 36 Line LICD-9.00806-J, Compilation CD uniquement avec "Pilot" (Allemagne)
- Slow Dancing: Line's Greatest Dance Songs Viva/Line VVCD-9.01111-L, Compilation CD uniquement avec "Pilot" (Allemagne)

#### 1987
- Another Christmas Gift From Line Line LICD-9.00500-G, Album compilation de Noël avec "Short List" (Allemagne)
- Good Times-Vol. 3: 150 Minutes Of Great Rock & Pop 1961-1990 Line LICD-9.00500-G, Set 2-CD avec "Old Rock 'N' Roller" (Allemagne)

#### 1988
- The Southend Collection Waterfront WF-045, Album compilation avec "The Road" et "Down At The Doctor's" (UK)

#### 1991
- Line Music Presents Xmas Excursions Line LICD-9.01135-E, Album compilation de Noël avec "Crazy Cowboy Christmas" (Allemagne)
- Pop Patterns: Line's Greatest Popsters Viva/Line VVCD-9.01156-L, Album compilation avec "Joggin'" (Allemagne)
- Line 4 Line LICD-9.00844, Album compilation avec "No Place Like Home" (Allemagne)

#### 1992
- The Stiff Records Box Set Demon/Stiff BOX-1 (UK), Rhino/Stiff R2-71062 (USA), Compilation 4CD Stiff Records avec "You'll Never Get Me Up In One Of Those"
- Liner: New Tracks 1 Line LICD-9.01220-E, Album compilation avec "No Place Like Home" (Allemagne)
- Rhythm & Blues Express Toll House Records Toll-002, Album compilation CD avec "Standing At The Crossroads Again" (UK)

#### 1993
- Cadillac 'N' Roll Polyphone 845-489-2, Album compilation CD avec "Chevrolet" (Allemagne)

#### 1994
- Good Times-Vol. 3: 150 Minutes Of Great Rock & Pop 1961-1990 Repertoire Records REP-4497-WG, Set 2-CD avec "Old Rock 'N' Roller" (Allemagne)
- Pop & Rock! Infogram 21, Compilation CD avec "Anything You Say" (Suède)

#### 1996
- Southend Rock 2 The Lunch Label 01702-001, compilation CD avec "Standing At The Crossroads Again" (UK)

#### 1999
- Some Sides Of Line: 20th Anniversary Line LMS-9.01356, compilation CD avec "Poison Girls" (Allemagne)
- The Greatest Pop Ballads Repertoire Records RR-4763, compilation 2CD avec "Pilot" (Allemagne)

#### 2001
- Brit Rock: Back On Track Pool Sounds POLL-CD026, compilation CD avec "Brother Doctor, Sister Nurse" (Réédité en 2008 sur Darrow sous le titre 'Brit Rockin' Tracks!') (Suède)

#### 2007
- The Big Stiff Box Set Salvo SALVOBX402, compilation 4CD de Stiff Records avec "Old Rock 'n' Roller" (UK)
- Goodbye Nashville, Hello Camden Town (A Pub Rock Anthology) Castle CMEDD1451, compilation 2CD avec "If Only Mother" (UK)

#### 2008
- Feber 3: Mats Olsson Pubrock Bonnier Amigo AMSCD-120, set 2-CD compilé par le journaliste suédois avec "Cheque Book" et "Making Friends" (Suède)

#### 2010
- The Mo Witham Band 'Live at the High Cross Inn CD uniquement, Wild Bird Records/mickeyjupp.com, Jupp est crédité avec guitare, piano & chant (UK)

#### 2011
- The Mo Witham Band 'Live at the Riga Music Bar CD uniquement, Wild Bird Records/mickeyjupp.com, Jupp est crédité avec guitare, piano & chant (UK)